# Before the Dinosaurs
Before the Dinosaurs è il secondo album in studio della cantante danese Aura Dione, pubblicato il 4 novembre 2011.

## Tracce
1. Geronimo (Jost & Damien Radio Mix) – 3:16
2. Reconnect – 3:55
3. Friends (featuring Rock Mafia) – 3:42
4. In Love with the World – 3:27
5. What It's Like – 3:20
6. Into the Wild – 3:41
7. Masterpiece – 3:55
8. Where the Wild Roses Grow – 3:11
9. America – 3:44
10. Recipe – 3:42
11. Superhuman – 3:50
12. Before the Dinosaurs – 4:09